# Cleora licornaria
Cleora licornaria är en fjärilsart som beskrevs av Achille Guenée 1857. Cleora licornaria ingår i släktet Cleora och familjen mätare. Inga underarter finns listade i Catalogue of Life.